# Grupo Genial
O Grupo Genial atua em gestão de recursos, banco de investimentos, corporate banking, administração fiduciária, energia, câmbio e derivativos.
Está instalado em duas sedes principais: na Avenida Brigadeiro Faria Lima, em São Paulo, e na Praia de Botafogo, no Rio de Janeiro. Além disso, possui escritórios parceiros em Chicago, Nova York, Miami, Lisboa, entre outros.
Atualmente, soma mais de mil colaboradores e possui R$ 170 bilhões em WuM (Wealth under Management | Riqueza sob gestão), AuM (Assets under Management | Ativos sob gestão) e AuA (Assets under Administration); além de 200 bilhões de reais em transações de IB (Investment Banking).
Em 2022, ficou entre as 300 maiores empresas brasileiras, com faturamento de R$ 3,8 bilhões. Em 2023, a corretora do Grupo, Genial Investimentos, entrou para a lista das oito maiores corretoras do Brasil e para o ranking das melhores corretoras de day trade.

## História
A história do Grupo começa em 2010, com a fundação da Plural Capital, empresa que fornecia assessoria estratégica para grandes organizações, gestão de recursos e administração de riqueza para famílias. Em 2011, a Plural Capital adquiriu a Flow Corretora de Valores e, a partir dessa fusão, foi estabelecido o Banco Brasil Plural.
Em 2014, as operações foram expandidas para o varejo brasileiro de investimentos após a aquisição da corretora Geração Futuro, conhecida por oferecer fundos de alta performance a investidores de pequeno porte.
Em 2018, o Grupo lançou a própria plataforma de investimentos e passou a operar sob o nome de Genial Investimentos Corretora de Valores Mobiliários S.A. A plataforma, certificada pela B3 (Brasil, Bolsa, Balcão), passou a oferecer produtos e serviços financeiros.
Em 2019, todas as marcas foram unificadas sob o guarda-chuva do Grupo Genial.

## Serviços e segmentações
- Investment Banking
- Fusões e Aquisições
- Privatizações
- Reestruturações e Special Situations
- Mercado de Ações (ECM)
- Mercado de Dívida (DCM) e Operações Estruturadas
- Corporate Desk
- Soluções estruturadas em Tesouraria
- Câmbio
- Cripto [9] [10]
- Bank as a Service [11]
- Genial Analisa
- Genial Educação
- Banco Genial [12]
- Genial Wealth Management
- Genial Energy
- Genial Solar [13] [14]
- Genial Seguros & Previdência
- Plural Gestão
- Plural Securities

## Reconhecimentos

### 2019
Genial Investimentos fica em 4º lugar em trading

### 2020
Genial Investimentos entre as 13 melhores corretoras para o pequeno investidor

### 2022
10º lugar no ranking da Anbima de Administradores de Fundos de Investimentos
13º lugar no ranking Anbima de Gestores de Fundos de Investimentos

### 2023
Genial Investimentos listada entre as maiores e melhores corretoras do Brasil
Genial Investimentos considerada a melhor corretora para day trade.